# Zooplus
A Zooplus SE egy online kiskereskedő, amely állateledelt és -kellékeket forgalmaz, székhelye Münchenben, Németországban található. Az 1999-ben alapított e-kereskedelmi vállalat 30 európai országba szállít, köztük az Egyesült Királyságba is. A 2008-as tőzsdei bevezetése óta a Zooplus a frankfurti tőzsdén jegyzik és az SDAX tőzsdeindex alkotóeleme.

## Bevételek
A 2015-ös év első félévének árbevétele 344 millió euró volt, ami 34%-os növekedést jelent 2014 első félévéhez képest. A vállalat a 2015-ös árbevételre legalább 725 millió eurót várt.
A következő években a Zooplus folytatta az eladások emelkedését. 2018 őszén az Amazon elkezdte értékesíteni az állateledelt Európában saját márkái alatt. Az új amerikai versenytárs ellenére a Zooplus 2018-ban 1,342 millió eurós teljes árbevételt ért el. Ez 21%-os növekedést jelent az előző évhez képest. 
2021 augusztusában és szeptemberében a Zooplus licitháború tárgyát képezte a Hellman & Friedman, a KKR & Co. és az EQT Partners magántőke-társaságok között,  a legmagasabb ajánlat részvényenként 470 eurót (~3,36 milliárd eurót) ért el.  A nyilvános megbízhatóság érdekében szezonális kedvezményeket is kínálnak.

## Fordítás
Ez a szócikk részben vagy egészben  a   Zooplus című angol Wikipédia-szócikk ezen változatának fordításán alapul.  Az eredeti cikk szerkesztőit annak laptörténete sorolja fel. Ez a jelzés csupán a megfogalmazás eredetét és a szerzői jogokat jelzi, nem szolgál a cikkben szereplő információk forrásmegjelöléseként.